# Герб Морана
Ге́рб Мора́на — офіційний символ містечка Моран, Португалія. Використовується як територіальний герб. У синьому шиті золотий замок із трьома баштами, чорними вікнами і брамою. У главі щита малий герб Португалії, обабіч якого золото сонце праворуч і срібний півмісяць ліворуч, обернений рогами до центру. Щит увінчує срібна мурована містечкова корона з чотирма вежами.  Під щитом біла стрічка, на якій великими літерами напис португальською: «Mourão» (Моран).  Офіційно затверджений 5 травня 1952 року.  

## Галерея

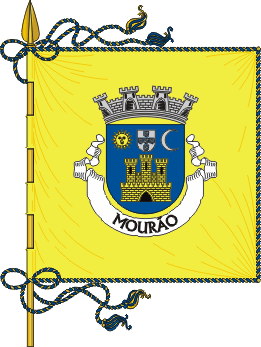
Прапор